# Concepción (Copán)
Pour les articles homonymes, voir Concepción.
Concepción est une municipalité du Honduras, située dans le département de Copán.

## Composition
Fondée en 1918, la municipalité de Concepción comprend 12 villages et 35 hameaux.
| Code   | Villages                                  |
| ------ | ----------------------------------------- |
| 040301 | Concepción (chef-lieu de la municipalité) |
| 040302 | Aldea Nueva                               |
| 040303 | Bañaderos                                 |
| 040304 | Barbascales                               |
| 040305 | Candelaria                                |
| 040306 | Las Delicias                              |
| 040307 | Las Pavas                                 |
| 040308 | Piedras Coloradas                         |
| 040309 | Plan Grande                               |
| 040310 | San José de Las Quebraditas               |
| 040311 | San Juan                                  |
| 040312 | Vertientes                                |

## Crédit d'auteurs
- (es) Cet article est partiellement ou en totalité issu de l’article de Wikipédia en espagnol intitulé « Concepción (Copán) » (voir la liste des auteurs).